# Vagharxapat
|  | «Edjmiatsín» redirigeix aquí. Si cerqueu la catedral, vegeu «Catedral d'Edjmiatsín». |

Vagharxapat (armeni: Վաղարշապատ), anteriorment Edjmiatsín (armeni: Էջմիածին), és el centre espiritual d'Armènia i la seu del Catolicós de tots els armenis, el cap de la Santa Església Apostòlica Armènia. És la ciutat més poblada a la província d'Armavir, a uns 20 km a l'oest d'Yerevan. El cens de 1989 tenia 61.000 habitants a Edjmiatsín, que han disminuït considerablement en el cens de 2001: 56.388, i una estimació de 52.757 el 2008.

## Història
Vagharxapat (armeni: Վաղարշապատ) fou una ciutat d'Armènia, capital del país des del 165 (inicialment amb el nom de Cenèpolis) fins al voltant del 335.
El 163 el general romà Prisc va ocupar la capital Artàxata, va fer fugir el rei Pakoros i va restablir-hi el rei Sohemo, que era senador i cònsol de Roma. Artàxata fou destruïda i fou substituïda per una nova ciutat no gaire llunyana anomenada Cenèpolis ('ciutat nova'), dissenyada per l'arquitecte Suides, i que d'acord amb Moisès de Khorèn correspon a Vagharxapat, nom armeni que va prendre del rei Valarsaces i que encara conserva oficialment.
Allí es va instal·lar una guarnició romana que almenys hi va romandre fins al 185. Marci Ver, que va substituir Prisc, la va convertir en la capital.
Durant el regnat de Khosrov II d'Armènia (330-339) es va construir una nova capital, Dvin, i Valarxapat va perdre aquesta condició.
Al llarg de la història, la ciutat ha rebut diversos noms, entre aquests: AVAN Vardgesi, Artemed, Edjmiatsín, Cenèpolis, Kayrak'aghak, Norak'aghak, Uch'k'ilisa, Üçkilise, i Valeroktista.

## Catedral i complex d'Edjmiatsín
Històricament, el punt focal de la ciutat és la catedral d'Edjmiatsín, la més antiga del món. Originàriament fou construïda per sant Gregori l'Il·luminat com una basílica voltada els anys 301-303, quan Armènia va ser l'únic país del món la religió de l'estat del qual era el cristianisme.
D'acord amb el segle v del calendari armeni, sant Gregori va tenir una visió de Crist descendint del cel i colpejar la terra amb un martell d'or per demostrar que la catedral hauria de ser construïda. Per tant, el patriarca de l'església va donar a la ciutat i el nou nom d'Edjmiatsín, que pot ser traduït com 'el lloc on l'unigènit descendeix'.
El 480, Baanes Mamiconi, el governador romà d'Armènia, va ordenar que la basílica en ruïnes fos substituïda per una nova església cruciforme.
El 618, la cúpula de fusta es va substituir per una de pedra, i descansava sobre quatre grans pilars lligats a les parets exteriors de les galeries. Aquesta va ser l'església com ho és avui en dia.
Murals a l'interior i extravagants rotondes damunt els absis van aparèixer a principis de segle xviii. Un campanar a tres nivells va ser-hi construït mig segle abans.
La catedral es vanagloria de la major col·lecció de manuscrits medievals armenis, però aquests van ser lliurats recentment a Matenadaran.
Immediatament a l'oest de la catedral hi ha la porta de Sant Tiridates, la que porta a l'imponent palau patriarcal. Al nord-est, amb edificis tant dins com fora del recinte, hi ha l'Acadèmia Espiritual. Al nord de la catedral hi ha diversos khachkars.
La catedral d'Edjmiatsín figura entre el Patrimoni de la Humanitat per la UNESCO.

## Altres esglésies
A banda de la catedral d'Edjmiatsín, la ciutat de Vagharxapat conté dues molt importants i molt antigues esglésies:
- L'església de Santa Gaianè, que es distingeix per les seves harmonioses proporcions. Va ser construïda al 630 a Edjmiatsín pel catolicós Esdres. El disseny se'n manté sense canvis malgrat l'ampliació parcial en el segle xvii amb la renovació de la cúpula i d'alguns sostres.
- L'església de Sant Hripsime va ser construïda el 618 i sobreviu bàsicament sense canvis. Es considera com una de les més antigues esglésies supervivents a Armènia, i és coneguda per la seva fina arquitectura armènia de l'època clàssica, que va influir en moltes altres esglésies armènies.

Prop d'allà, a pocs quilòmetres de distància és també el jaciment arqueològic de la catedral de Zvartnots, famosa pel seu disseny únic. L'església fou construïda entre 643 i 652 pel Catolicós Nerses III (amb el sobrenom del Constructor). Zvartnots va ser una majestuosa catedral dedicada a sant Jordi en el lloc en què una reunió entre el rei Trdat III i Gregori l'Il·luminat se suposa que va tenir lloc.
L'any 930 l'església va ser arruïnada per un terratrèmol, i va romandre enterrada fins al seu redescobriment a principis del segle xx. El lloc va ser excavat entre 1900 i 1907, el descobriment dels fonaments de la catedral, així com les restes del palau Catolicós i un celler. L'interior de l'església té la forma d'una creu grega amb tres naus, mentre que l'exterior és un polígon de 32 cares que sembla circular a partir d'una certa distància.
Les esglésies de Santa Gaianè, Sant Hrispsime i el jaciment arqueològic de Zvartnots, figuren, igual que la catedral d'Edjmiatsín, entre els llocs del Patrimoni Mundial per la UNESCO.